# Sečište
Seçishtë en albanais et Sečište en serbe latin (en serbe cyrillique : Сечиште) est une localité du Kosovo située dans la commune/municipalité de Kaçanik/Kačanik, district de Ferizaj/Uroševac (Kosovo) ou district de Kosovo (Serbie). Selon le recensement kosovar de 2011, elle compte 2 252 habitants.
Selon le découpage administratif kosovar, le village fait partie de la commune/municipalité de Han i Elezit/Đeneral Janković.

## Histoire
Dans le village, une maison avec un mur de pierre et un puits est proposée pour une inscription sur la liste des monuments culturels du Kosovo.

## Démographie

### Évolution historique de la population dans la localité
| 1948 | 1953 | 1961 | 1971 | 1981 | 1991  | 2011  |
| ---- | ---- | ---- | ---- | ---- | ----- | ----- |
| 457  | 502  | 548  | 640  | 989  | 1 205 | 2 252 |

|  |

### Répartition de la population par nationalités (2011)
En 2011, les Albanais représentaient 99,87 % de la population.